# Daniel Clark
Pour les articles homonymes, voir Daniel Clark (homonymie) et Clark.
Ne doit pas être confondu avec Daniel Clarke.
Daniel Clark (1766 - 1813), négociant, planteur de coton, spéculateur et homme politique, fut le premier délégué du territoire d'Orléans au congrès des États-Unis. Représentant les planteurs du Natchez District au moment de la révolution agricole permise par l'égreneuse à coton d'Éli Whitney, il fut l'un des acteurs du traité de Madrid de 1795 puis du rattachement aux États-Unis de la Floride occidentale.

## Les pionniers de la vallée du Mississippi
Né dans le comté de Sligo, en Irlande, et éduqué au collège d'Eton, il s'installa en 1786 en Louisiane. Il y devint employé chez son oncle, qui avait reçu un don de terre du gouvernement britannique en 1768 dans le Natchez District et qui se nommait aussi Daniel Clark. Dès 1782, cet oncle faisait partie des colons installés le long du Mississippi, qui avaient négocié avec les autorités espagnoles la possibilité de faire venir des bateaux de Saint-Domingue, via La Nouvelle-Orléans, ce qui permettait même à des marchands de la côte est de commercer plus facilement avec les Antilles, Saint-Domingue devenant le centre de réexpédition. Comme Evan Jones et Oliver Pollock, l'oncle de Daniel Clark avait pris pour cela la nationalité espagnole.
En 1784 cependant, l'Espagne menée par Bernardo de Gálvez battit l'Angleterre lors de la guerre d'indépendance américaine et prit de l'assurance face aux américains. Contestant le traité de Paris (1763), dont une clause assurait la libre navigation, elle leur ferma le Mississippi, Diego Gardoqui offrant en échange aux américains des concessions dans des ports espagnols. Sous cette pression espagnole, George Washington envisagea dès 1790 une plus grande libéralisation de la navigation sur le Mississippi, sans y parvenir.
En 1787, Daniel Clark organisa avec Isaac Dunn et le général James Wilkinson une société commerciale pour importer des récoltes de la vallée de l'Ohio jusqu'à La Nouvelle-Orléans, grâce à un monopole consenti par l'administration espagnole, auprès duquel Wilkinson l'avait introduit. Dans l'autre sens, ils transportent le long du Mississippi les marchandises européennes. Mais deux ans après, la société est dissoute, après la mort d'Isaac Dunn. Clark et Wilkinson restent en affaire pendant dix ans mais vont ensuite s'entredéchirer, le premier dénonçant le second dans un livre, qui accuse le général Wilkinson de corruption.
En 1793, il s'associe aussi avec Daniel Coxe, un négociant de Philadelphie qui a de nombreuses relations à Washington. Tench Coxe, le frère de Daniel Coxe, occupait en effet le poste d'assistant secrétaire au Trésor depuis le 11 septembre 1789, en équipe avec Alexander Hamilton, d'origine française, le premier et plus influent secrétaire au Trésor de la jeune république américaine. Tench Coxe avait transfèré alors 1790 tous ses actifs à son frère, pour ne pas être accusé de conflit d'intérêts.
Leur entreprise exporte le sucre de Louisiane à Cuba, l'échangent contre du café, et ramènent les deux marchandises moulues sous forme de poudre jusqu'à la vallée de l'Ohio , où des produits fermiers des pionniers sont échangés contre des produits de première nécessité, acheminés par charriot de Philadelphie, puis exportés à leur tour vers les Antilles ou la côte Est, via le port de La Nouvelle-Orléans.
Le soudain déclenchement en 1793 de la guerre entre la France et l'Espagne offre des opportunités importantes à leur entreprise, car les navires américains deviennent la principale source d'approvisionnement dans l'empire espagnol, dont la vallée du Mississippi, même si elle met cependant en danger leur navigation.

## Un rôle majeur dans l'histoire de la culture du coton
En 1795, un ami de Daniel Clark, le mécanicien John Barclay revient de Caroline du Sud et ramène l'égreneuse à coton d'Éli Whitney, dont il construit une copie pirate dont une version est utilisée sur la plantation de Selsertown dès 1796, contribuant à un énorme progrès dans l'histoire de la culture du coton. Daniel Clark en fait la promotion auprès des planteurs de coton du Natchez District, dont la production quadruple en deux ans.
Pour exporter cette production, les planteurs tentent d'obtenir l'exemption des taxes frappant la navigation sur le Mississippi, par un droit à entreposer leur coton dans une zone franche du port de La Nouvelle-Orléans: c'est la principale avancée du traité de Madrid (1795), signé dans la précipitation entre l'Espagne et les États-Unis, les premiers cédant au second l'administration du Natchez District et toutes les terres au nord, alors que ses deux promoteurs, Clark et le général James Wilkinson étaient en étroite relation avec l'Espagne.
Daniel Clark négocie avec les espagnols les conditions de l'application de ce traité de Madrid (1795) ce qui le place comme leader des planteurs, négociants et spéculateurs du Natchez District. Cette zone franche n'est cependant utilisée pour la première fois qu'en 1798, par lui, et il opère 15 des 52 premiers dépôts. Il n'obtient pas la suppression de la taxe de 21 % sur les biens importés.

## Les relations avec le président américain Thomas Jefferson
Même si Tench Coxe, le frère de son associé Daniel Coxe a dû quitter le gouvernement fédéraliste de John Quincy Adams en 1797 et menace de se venger en l'attaquant à la présidentielle de 1800, l'année 1799 offre un nouveau pas en avant des planteurs du Natchez District, qui obtinrent la reconnaissance officielle de Daniel Clark comme consul des États-Unis à La Nouvelle-Orléans et vinrent peupler en nombre très important le Natchez District, puis toute la vallée du Mississippi, avec parmi eux des réfugiés français de Saint-Domingue en Amérique. Daniel Clark s'engagea alors assez vite dans la spéculation foncière et les activités bancaires.
Dès le début de l'année 1800, il est dans un échange de lettres avec le président américain Thomas Jefferson, qui vient d'être élu, en partie grâce au ralliement de Tench Coxe, pour l'informer de la situation le long du Mississippi.
En 1802, au moment des rumeurs concernant l'achat aux Espagnols de la Louisiane par Bonaparte, il est la principale source d'information sur la situation locale pour le président américain. Il informe également la communauté locale du risque à voir les français mettre fin à l'accord de 1795 permettant aux marchands et planteurs de stocker des biens dans le port de La Nouvelle-Orléans, ce qui accélère les négociations franco-américaines sur la vente de la Louisiane.

## Les spéculations sur les terres à coton de la Floride occidentale
Entre 1801 et 1803, alors que le rachat français dans le cadre du traité de San Ildefonso (1800) est encore secret et que le pouvoir change trois fois de mains en trois ans à La Nouvelle-Orléans, Daniel Clark et John Smith (sénateur) envoient des agents immobiliers, les frères Kemper, acheter des terres, dans l'anticipation d'un éventuel changement de propriété ultérieur, car l'échec de l'expédition de Saint-Domingue ne pourra que contrarier les projets de Bonaparte. Les frères Kemper vont ensuite se rendre coupables de violences contre l'administration espagnole et être arrêtés.
Daniel Clark négocia une amnistie des frères Kemper avec le gouverneur espagnol Carlos de Grand pré, qui refusa et fixa une récompense pour leur capture. Le 3 septembre 1805, un groupe d'une quinzaine d'hommes pourchassa les frères Kemper et leur firent subir de mauvais traitements. Cet épisode enclenchera la révolte menant à la création de la république de Floride occidentale en 1810, annexée après 34 jours par les États-Unis.

## Une courte carrière politique et un conflit avec sa fille née hors-mariage
Daniel Clark fut le premier délégué du territoire d'Orléans au congrès des États-Unis, de 1804 à 1808, où il veillait aux intérêts conjoints de tous les hommes d'affaires de la région. Élu à la chambre des représentants de 1806 à 1809, il fut candidat sans succès à sa réélection en 1808.
Sa fille Myra Clark Gaines (1804-1885) fut l'héroïne d'un mélodrame sentimentalo-financier, en découvrant à 32 ans qu'elle était la fille de ce célèbre millionnaire. Dans son livre Notorious Woman: The Celebrated Case of Myra Clark Gaines, l'historienne Elizabeth Urban Alexander a étudié les innombrables documents de la saga juridique l'opposant à son père et à sa mère, Zulume Carriere, un très belle française que son père fréquentait hors-mariage et qui la confia son éducation à des amis du couple. La cour suprême fut amené à statuer dans ce qui fut présenté comme une affaire de bigamie, Zulume Carriere étant par ailleurs mariée à Jérôme Desgranges, un homme d'affaires de Philadelphie, qui était depuis 1798 en relation d'affaires avec Daniel Clark.